# Pierre Girieud

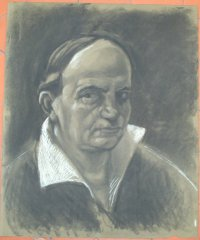
Selbstporträt (ohne Datum)

Pierre Girieud, eigentlich Pierre-Paul Girieud, (* 17. Juni 1876 in Paris; † 26. Dezember 1948 ebenda) war ein französischer Maler, dessen Flächenmalerei in komplementären Farben sich stilistisch an Gauguin orientierte. Mit Marianne von Werefkin und Alexej Jawlensky war er nachweislich seit 1906 befreundet und beeinflusste über sie wesentlich die stilistische Entwicklung des Expressionismus der Neuen Künstlervereinigung München (N.K.V.M.).

## Leben

### Jugend
Pierre-Paul Girieud war der Sohn eines Ingenieurs, der bei der Manufaktur Saint-Gobain angestellt war. 1879 siedelte die Familie nach Marseille, nachdem der Vater zum Leiter der dortigen Filiale seiner Firma ernannt worden war. Zwei Dinge sollten den jungen Girieud entscheidend prägen. Zum einen war es die Landschaft der Provence mit ihrer antiken und mittelalterlichen Kultur. Diese erlebte er insbesondere bei Besuchen in Riez, der im Département Alpes-de-Haute-Provence gelegenen Heimatstadt seines Vaters, die heute noch eindrucksvolle gallo-römische und frühchristliche Denkmäler aufweist. Zum anderen dürfte ihn schon früh die Schwärmerei seines Vaters für die Malerei animiert haben, selbst zu zeichnen. Und als es ihn immer mehr zur Farbe drängte, war es sein Vater, der ihm im Alter von nur zehn Jahren den ersten Malkasten mit Ölfarben schenkte.

### Die künstlerischen Anfänge
Nach erfolgreichem Schulabschluss, Militärdienst und u. a. Tätigkeit als Zeichner für eine satirische Zeitschrift, ging Girieud, von seinem Vater finanziell großzügig unterstützt, im Frühjahr 1900 nach Paris, um Maler zu werden. Im Wesentlichen bildete er sich autodidaktisch weiter. Mit Jules Monge (1855–1934) bezog er ein gemeinsames Atelier und schloss Kontakte zu Jacques Villon, Fernand Piet (1869–1942) und Fabien Launay (1877–1904). Zusammen zeichneten sie in der Académie des Beaux-Arts, besuchten den Louvre, studierten in Ausstellungen Toulouse-Lautrec, Cézanne, Anquetin und van Gogh.

### Erste Erfolge
Girieud war ein sehr interessanter und kontaktfreudiger Mensch. Das belegen u. a. seine sehr frühen, lang andauernde Freundschaften mit führenden Avantgardisten, z. B. mit Rouault und Picasso. Auch seine frühen Erfolge bei führenden Kunsthändlern seiner Zeit, die ihm ab 1901 ein glänzendes Auskommen verschafften, lassen auf einen sehr umgänglichen Menschen schließen. In den Jahren 1902/03 pflegte Girieud die Kombination verschiedener Vorbilder. Sein Pinselduktus in Pünktchen und Häkchen leitet sich von van Goghs Handschrift her. In seinen Stillleben vereinnahmte er des Weiteren Cézannes Stileigentümlichkeit, Porzellane mit harter Glasur zu malen, in der sich das Licht wie Perlmutt als Glanzlicht spiegelt. Ein besonderes Schlüsselerlebnis hatte Girieud, als er den Cloisonismus – Gauguins Malerei in Flächen mit starken dunklen Konturen – begriff, die ihm ab 1904/05 stilistisches Leitbild wurde.

### Unter den Fauves
Von den spektakulären Ereignissen im Salon d’Automne, 1905 in Paris, war Girieud ebenso unmittelbar betroffen, wie Matisse, Derain oder Marquet. Denn mit ihnen zusammen hatte er im Saal VII, dem „Cage aux fauves“ – dem Käfig der wilden Tiere – sein Bild Die Versuchung des Hl. Antonius ausgestellt, das zur vielbeachteten Sensation wurde. Girieud ist somit zu den Fauves der allerersten Stunde zu zählen. Das Gespött und der Presserummel, der um die Ausstellung entstand, scheinen Girieud neuen Elan gegeben zu haben, denn für einige Zeit ging er mit dem Cloisonismus weniger orthodox um, als in den Jahren zuvor und danach.

### Bekenntnis zu Gauguin

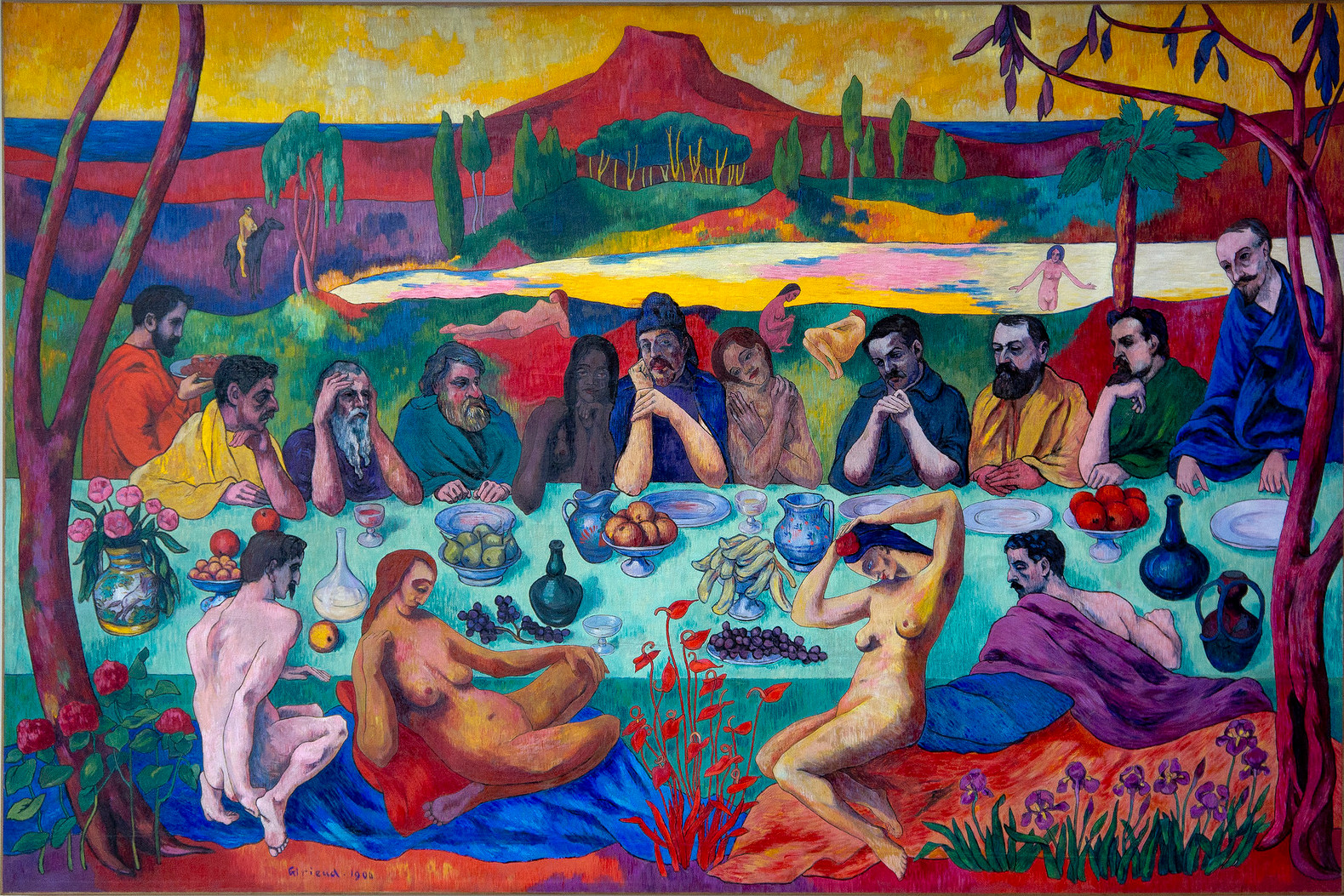
Hommage à Gauguin (1906)

1906 war für Girieud ebenfalls ein ereignisreiches Jahr. Seine Kunst fand Eingang in die berühmte Sammlung des Russen Sergei Iwanowitsch Schtschukin. Inzwischen verkehrte Girieud auch bei den Geschwistern Leo und Gertrude Stein.
Wenn der Nabi Maurice Denis im Jahr 1900 mit seinem Gemälde Hommage à Cézanne, einem der großen Begründer der modernen Malerei, seine Verehrung zu Ausdruck gebracht hatte, so war es Girieud, der 1906 mit seiner 2 × 3 Meter messenden Hommage à Gauguin daran erinnerte, dass Gauguin den Fauves den entscheidenden Anstoß gab, ihre Bilder unter neuen Gesichtspunkten zu gestalten.
1906 schloss Girieud Freundschaft mit Werefkin und Jawlensky, die damals fast ein Jahr in Frankreich verbrachten. Diese Freundschaft sollte weitreichende Folgen für die Entwicklung des Expressionismus in München haben, wo sich das Malerpaar niedergelassen hatte. Den Rest des Jahres 1906 verbrachte das russische Malerpaar in dem Badeort Sausset-les-Pins, nur wenige Kilometer von Girieuds Heimatstadt Marseille entfernt. Werefkin nahm interessanterweise dort – nach zehnjähriger künstlerischer Abstinenz – ihre Malerei im von Girieud geschätzten Stil von Gauguin wieder auf, der bislang in München noch keine Verbreitung gefunden hatte.

### Studien in Italien

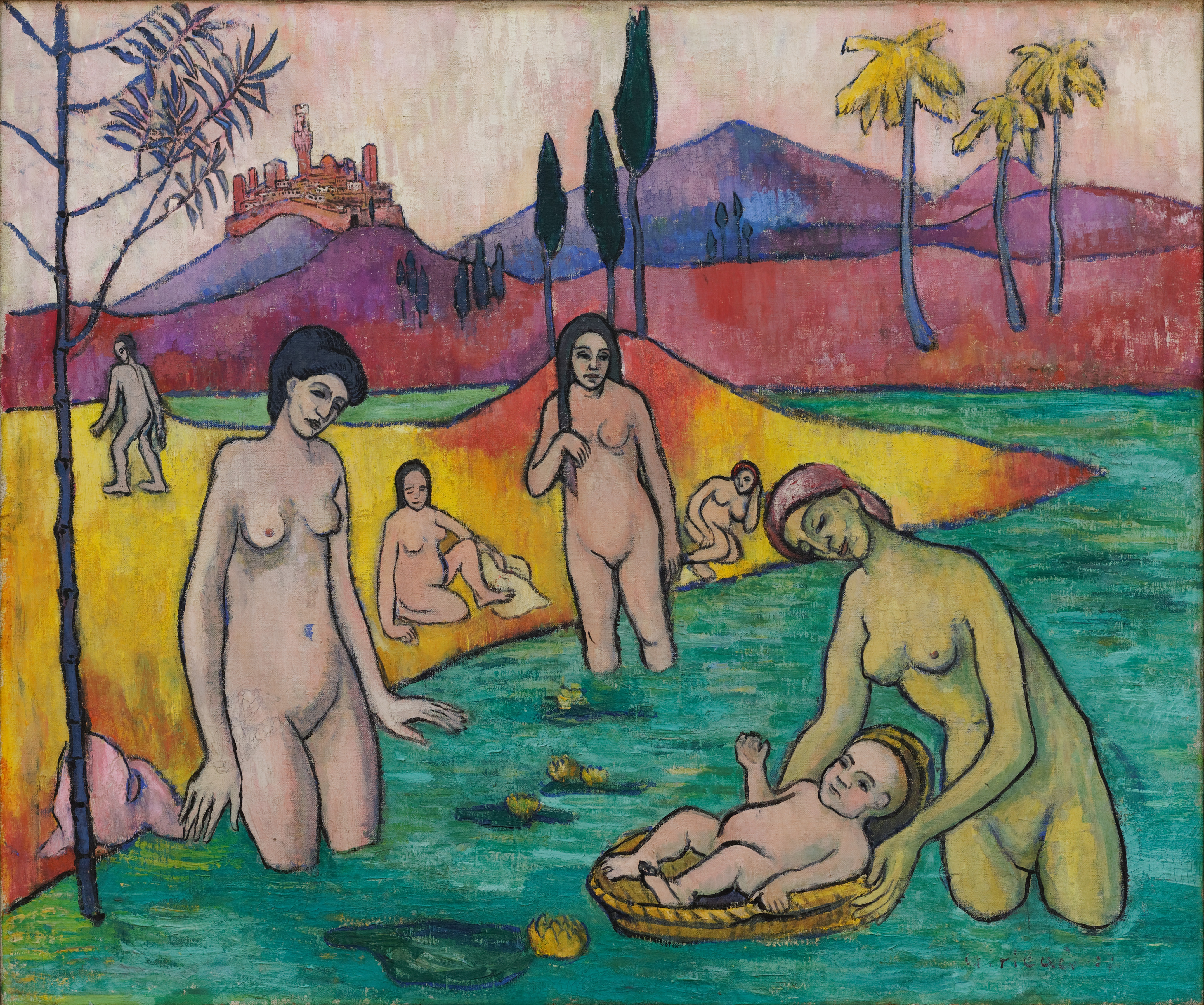
Moïse sauvé des eaux (1907)

1907 reiste Girieud nach Siena und San Gimignano, um dort die Antike und frühe italienische Malerei zu studieren. Diese Beschäftigung hatte zur Folge, dass ikonographisch biblische und mythologische Themen künftig in seinem Repertoire einen breiten Raum einnehmen sollten. Des Weiteren wandte er sich der Freskomalerei zu, die wiederum die Farbigkeit seiner Ölmalerei beeinflusste, die zusehends kreidiger wurde und den Charakter von Wandmalerei annahm.

### Girieud und die Neue Künstlervereinigung München
Seit Ostern 1908 arbeitete Jawlensky wie sein Freund Girieud im cloisonistischen Stil von Gauguin und konnte so für einige Zeit nicht nur zum Lehrer von Kandinsky avancieren. Kurz vor Weihnachten 1908 hatten Werefkin, Jawlensky, Adolf Erbslöh und der „Tonkünstler“ Dr. Oscar Wittenstein (1880–1919) die Idee zur Gründung der N.K.V.M., die durch Eintragung in das städtische Vereinsregister von München im Frühjahr 1909 offiziell wurde. Die erste Ausstellung der N.K.V.M. fand im Dezember 1909 statt. Dass Girieud als einziger Franzose mit dem Gemälde „Judas“ daran teilnahm, ist auf die Freundschaft mit Werefkin und Jawlensky zurückzuführen.
Dass er darüber hinaus sich kurz darauf mit vier Werken am Ersten Salon von Wladimir Isdebsky (1882–1965) in Odessa, u. a. zusammen mit Jawlensky und Kandinsky, beteiligen konnte, verdankte er nunmehr seiner besonderen Hochschätzung innerhalb der russischen Künstlerkolonie in München.
Im Mai 1910 wurde Girieud in Paris von Erbslöh – dem Intimus der Werefkin und Jawlenskys Schüler – besucht, um mit seiner Hilfe avantgardistische Künstler zur Leihgabe ihrer Werke für die 2. Ausstellung der N.K.V.M. zu gewinnen. Im Laufe des Jahres wurde Girieud schließlich Mitglied der N.K.V.M. und nahm an deren 2. Ausstellung teil, zusammen mit den französischen Kollegen – Braque, Derain, van Dongen, Francisco Durrio, Le Fauconnier, de Vlaminck, Picasso und Rouault – neben Deutschen und Russen.
Im Mai 1911 wohnte Girieud bei Jawlensky und Werefkin, als ihm zusammen mit Marc von der Modernen Galerie Thannhauser in München eine Ausstellung ausgerichtet wurde. Als Girieud am 15. Mai von München wieder abreiste, war diese für ihn ein riesiger finanzieller Erfolg. Für über 20.000 Francs konnte er Bilder verkaufen, u. a. erwarb Bernhard Koehler drei Arbeiten. Darüber hinaus kauften aber auch die Münchener Kollegen Erbslöh, Kanoldt und Kandinsky. Marc versuchte durch Tausch in den Besitz eines seiner Bilder zu kommen. Die Ankäufe bei dem Kollegen bezeugen eine überaus hohe Wertschätzung für Girieuds Kunst.

### Girieud und der Blaue Reiter
1911 verabredeten Kandinsky und Marc mit Girieud die Aufnahme einer Abhandlung über seine Studien zur „Bedeutung der frühen Sienenesischen Malerei für die Moderne“ für den in Vorbereitung befindlichen Almanach Der Blaue Reiter. Zur Publikation kam es allerdings durch die Säumigkeit Girieuds nicht. Dennoch erschien ein Gemälde von Girieud als Abbildung im Almanach.
Im Oktober 1911 besuchten Jawlensky und Werefkin Girieud in Paris. Als Girieud 1911 von der N.K.V.M. eingeladen worden war, als ihr Mitglied an der 4. Ausstellung der Berliner Neuen Secession – eine Abspaltung von der Berliner Secession –, der damals die Maler der Brücke angehörten, teilzunehmen, sagte er zu. Während der Ausstellungszeit in Berlin kam es zu einem Ereignis von historischer Tragweite. Marc und Kandinsky hatten unlängst heimlich ihre Trennung von der N.K.V.M. vorbereitet. Dazu inszenierten sie am 2. Dezember 1911 einen unfairen „Krach“, um Kandinskys abstraktes Gemälde Komposition V/Das Jüngste Gericht und traten aus der N.K.V.M. aus, um ihre seit langem vorbereitete Blaue Reiter-Ausstellung zu veranstalten. Marc und Kandinsky bedrängten darauf Girieud, zu ihnen zu konvertieren. Marc hatte ihm am 4. Dezember telegraphiert und Kandinsky schickte ihm am gleichen Tag einen acht Seiten langen Brief. Girieud reagierte auf den Antrag der beiden unmissverständlich ablehnend, er werde keinesfalls seinen N.K.V.M.-Freunden den Rücken kehren, bei denen er auf deren dritter Ausstellung konsequenterweise dann auch seine Bilder zeigte.
Girieuds hohe Wertschätzung, die Kandinsky und Marc seiner Kunst immer entgegengebracht hatten, litt deshalb keineswegs. Das geht zweifelsfrei aus einer Karte hervor, die Marc am 29. Dezember 1911 an Kandinsky schickte, nachdem er in Berlin die Ausstellung in der Neuen Secession gesehen hatte, in der die Bilder der N.K.V.M. neben denen des Blauen Reiters und der der Brücke hingen. Marc schrieb ihm: „Am stärksten wirkten auf [mich] Sie – und Werefkin. Girieuds große Badende (Hochformat) [ist] auch famos.“
Ebenso war Girieud in der 1912 erschienenen, nobel aufgemachten Publikation der N.K.V.M., „Das Neue Bild“, vertreten. Danach bemühte sich Girieud, in Marseille eine Künstler-Organisation aufzubauen, die die Disziplinen Malerei, Musik mit dem gesprochenen oder geschriebenen Wort verbinden sollte.
Der Erste Weltkrieg brach den Kontakt zu den Münchner Freunden ab. Girieud war Soldat 1914–1918. Ab den 1920er Jahren erhielt er Aufträge zu mehreren Fresken in öffentlichen Gebäuden, beschäftigte sich mit Radierungen und Lithografien, arbeitete als Buchillustrator und Bühnenbildner.
1937 beschlagnahmten und vernichteten die Nazis in der Aktion „Entartete Kunst“ nachweislich aus der Ruhmeshalle Wuppertal-Barmen sein Ölgemälde Damenbildnis (1902, 103 × 73,5 cm).
1945 wurde Girieud zum Professor an der École des Beaux-Arts in Nantes ernannt. Zusehends lebte er zurückgezogen in Marseille und Cassis. Am 26. Dezember 1948 starb Girieud in einem Altersheim in Nogent-sur-Marne.

## Werk
Bedeutende Werke in den Kunstsammlungen:
- Städtische Galerie im Lenbachhaus, München
- Bayerische Staatsgemäldesammlungen, München
- Musée National d’Art Moderne, Paris
- Musée des Beaux-Arts, Pont-Aven
- Musée d’art moderne, Genf
- Musée de Grenoble, Grenoble